# 사네 트뢸스고르
사네 트뢸스고르 닐센(덴마크어: Sanne Troelsgaard Nielsen, 1988년 8월 15일 ~ )은 덴마크의 여자 축구 선수이다. 포지션은 미드필더 및 공격수이며, 현재 스웨덴 다말스벤스칸의 FC 로셍오르드 소속이다.
2006년부터 2016년까지 덴마크 엘리테디비시오넨 소속 클럽인 쇠네르위스케, 브뢴뷔 IF, IK 스코우바켄, 콜링Q에서 선수 생활을 하면서 2번의 리그 우승(2010-11, 2012-13), 4번의 덴마크 여자컵(2010, 2011, 2013, 2014) 우승을 경험했다. 2008년에는 덴마크 여자 축구 국가대표팀 선수로 발탁되었고 2011년에는 덴마크 올해의 여자 축구 선수로 선정되었다.